# Salix lasiandra
Salix lasiandra — вид квіткових рослин із родини вербових (Salicaceae).

## Морфологічна характеристика
Це кущ чи дерево 1–9(11) метрів. Гілки від гнучких до дуже крихких біля основи, жовто-коричневі, сіро-коричневі чи червоно-коричневі, злегка чи дуже блискучі, голі чи волосисті; гілочки жовто-коричневі, сіро-коричневі чи червоно-коричневі, голі, волосисті, ворсинчасті чи оксамитові. Листки на ніжках (1)4–30 мм: найбільша листкова пластина вузько видовжена, вузько-еліптична чи від вузько-ланцетної до ланцетної чи зворотно-ланцетної, 53–170 × 9–31 мм; краї плоскі, зубчасті; верхівка хвостата до загостреної; адаксіальна (верх) поверхня сіра або ні, гола або волосиста, волоски білі, іноді також залозисті; молода пластинка червонувата чи жовтувато-зелена, від помірно до дуже щільної ворсинчастої, довго-шовковиста чи гола абаксіально, волоски білі та залозисті. Сережки: тичинкові 21–78 × 8–15 мм; маточкові 18.5–103 × 6–17 мм. Коробочка 4–11 мм. Цвітіння: кінець травня — кінець червня.

## Середовище проживання
США і Канада: Альберта, Британська Колумбія, Манітоба, Північно-Західна територія, Саскачеван, Юкон; Аляска, Аризона, Каліфорнія, Колорадо, Айдахо, Монтана, Невада, Нью-Мексико, Орегон, Південна Дакота, Юта, Вашингтон, Вайомінг.. Населяє прибережні зарості, прогалини в лісах, мулисті, піщано-щебнисті наноси, уздовж струмків, вологі луки, береги озер; 0–3100 метрів.

## Використання
Рослину збирають із дикої природи для місцевого використання як їжа, ліки та джерело матеріалів. Рослина використовується в проєктах стабілізації ґрунту та для відновлення землі, яка була вироблена відкритим способом, її також вирощують як декоративну, де її можна використовувати як екран.